# Canada op de Olympische Winterspelen 1988
Tijdens de Olympische Winterspelen van 1988, die in Calgary werden gehouden, nam het gastland, Canada, voor de vijftiende keer deel.

## Medailleoverzicht
| Sport       | Olympiër                | Discipline   | Medaille |
| ----------- | ----------------------- | ------------ | -------- |
| Kunstrijden | Brian Orser             | mannen       | Zilver   |
| Kunstrijden | Elizabeth Manley        | vrouwen      | Zilver   |
| Kunstrijden | Tracy Wilson Rob McCall | ijsdansen    | Brons    |
| Alpineskiën | Karen Percy             | afdaling (v) | Brons    |
| Alpineskiën | Karen Percy             | super g (v)  | Brons    |

## Deelnemers en resultaten

### Alpineskiën
| Olympiër          | Discipline       | Resultaat | Prestatie                                                                            |
| ----------------- | ---------------- | --------- | ------------------------------------------------------------------------------------ |
| Felix Belczyk     | afdaling (m)     | 18e       | 2.03,59 (+3,96)                                                                      |
| Felix Belczyk     | super g (m)      | 19e       | 1.44,31 (+4,65)                                                                      |
| Felix Belczyk     | combinatie (m)   | dq-s1     | diskwalificatie slalom run 1 afdaling: 1.48,24                                       |
| Peter Bosinger    | reuzenslalom (m) | dq-1      | diskwalificatie run 1                                                                |
| Rob Boyd          | afdaling (m)     | 16e       | 2.03,27 (+3,64)                                                                      |
| Rob Boyd          | super g (m)      | 22e       | 1.45,04 (+5,38)                                                                      |
| Rob Boyd          | combinatie (m)   | dnf-a     | opgave afdaling                                                                      |
| Mike Carney       | afdaling (m)     | 14e       | 2.03,25 (+3,62)                                                                      |
| Mike Carney       | combinatie (m)   | dnf-a     | opgave afdaling                                                                      |
| Greg Grossmann    | reuzenslalom (m) | dq-1      | diskwalificatie run 1                                                                |
| Greg Grossmann    | slalom (m)       | dnf-1     | opgave run 1                                                                         |
| Jim Read          | super g (m)      | 13e       | 1.43,01 (+3,35)                                                                      |
| Jim Read          | reuzenslalom (m) | dq-1      | diskwalificatie run 1                                                                |
| Jim Read          | slalom (m)       | dnf-2     | opgave run 2 tijd niet bekend+dnf                                                    |
| Brian Stemmle     | afdaling (m)     | dq        | diskwalificatie                                                                      |
| Don Stevens       | combinatie (m)   | 19e       | 135,81 (+99,26) afdaling: 44,93 p. (1.50,97) slalom: 90,88 p. (1.36,45: 48,82+47,63) |
| Michael Tommy     | slalom (m)       | dnf-1     | opgave run 1                                                                         |
| Alain Villiard    | super g (m)      | dnf       | opgave                                                                               |
| Alain Villiard    | reuzenslalom (m) | dq-1      | diskwalificatie run 1                                                                |
| Alain Villiard    | slalom (m)       | 14e       | 1.43,77 (+4,30) 54,33+49,44                                                          |
|                   |                  |           |                                                                                      |
| Kellie Casey      | afdaling (v)     | dnf       | opgave                                                                               |
| Nancy Gee         | combinatie (v)   | 13e       | 103,86 (+74,61) afdaling: 57,87 p. (1.20,21) slalom: 45,99 p. (1.26,25: 42,41+43,84) |
| Laurie Graham     | afdaling (v)     | 5e        | 1.26,99 (+1,13)                                                                      |
| Laurie Graham     | super g (v)      | 13e       | 1.21,11 (+2,08)                                                                      |
| Josée Lacasse     | reuzenslalom (v) | 11e       | 2.09,78 (+3,29) 1.01,12+1.08,66                                                      |
| Josée Lacasse     | slalom (v)       | 16e       | 1.43,14 (+6,45) 51,63+51,51                                                          |
| Lucie Laroche     | super g (v)      | 19e       | 1.21,95 (+2,92)                                                                      |
| Kerrin Lee        | afdaling (v)     | 15e       | 1.28,07 (+2,21)                                                                      |
| Kerrin Lee        | super g (v)      | 23e       | 1.22,11 (+3,08)                                                                      |
| Kerrin Lee        | reuzenslalom (v) | 17e       | 2.13,32 (+6,83) 1.02,71+1.10,61                                                      |
| Kerrin Lee        | slalom (v)       | dq-1      | diskwalificatie run 1                                                                |
| Kerrin Lee        | combinatie (v)   | 8e        | 65,26 (+36,01) afdaling: 26,08 p. (1.18,15) slalom: 39,18 p. (1.25,43: 42,23+43,20)  |
| Michelle McKendry | reuzenslalom (v) | dnf-1     | opgave run 1                                                                         |
| Michelle McKendry | slalom (v)       | 18e       | 1.45,79 (+9,10) 53,16+52,63                                                          |
| Michelle McKendry | combinatie (v)   | 7e        | 64,85 (+35,6) afdaling: 17,28 p. (1.17,58) slalom: 47,57 p. (1.26,44: 42,24+44,20)   |
| Karen Percy       | afdaling (v)     | Brons     | 1.26,62 (+0,76)                                                                      |
| Karen Percy       | super g (v)      | Brons     | 1.20,29 (+1,26)                                                                      |
| Karen Percy       | reuzenslalom (v) | dnf-1     | opgave run 1                                                                         |
| Karen Percy       | slalom (v)       | dnf-1     | opgave run 1                                                                         |
| Karen Percy       | combinatie (v)   | 4e        | 54,47 (+25,22) afdaling: 27,16 p. (1.18,22) slalom: 27,31 p. (1.24,00: 40,62+43,38)  |

### Biatlon
| Olympiër                                                       | Discipline             | Resultaat | Prestatie |
| -------------------------------------------------------------- | ---------------------- | --------- | --- |
| Jamie Kallio                                                   | 20 km (m)              | 59e       | 1:10.13,1 (+14.39,8) pen.: 7 (0 + 0 + 2 + 5)                                                                                 |
| Ken Karpoff                                                    | 10 km (m)              | 46e       | 28.12,9 (+3.04,8) pen.: 1 (0 + 1)                                                                                            |
| Ken Karpoff                                                    | 20 km (m)              | 33e       | 1:02.19,7 (+6.46,4) pen.: 3 (0 + 3 + 0 + 0)                                                                                  |
| Charles Plamondon                                              | 10 km (m)              | 55e       | 28.30,5 (+3.22,4) pen.: 3 (2 + 1)                                                                                            |
| Charles Plamondon                                              | 20 km (m)              | 46e       | 1:04.27,5 (+8.54,2) pen.: 5 (1 + 1 + 1 + 2)                                                                                  |
| Glenn Rupertus                                                 | 10 km (m)              | 34e       | 27.38,6 (+2.30,5) pen.: 2 (1 + 1)                                                                                            |
| Glenn Rupertus                                                 | 20 km (m)              | 34e       | 1:03.10,4 (+7.37,1) pen.: 7 (1 + 3 + 2 + 1)                                                                                  |
| Paget Stewart                                                  | 10 km (m)              | 58e       | 29.06,9 (+3.58,8) pen.: 4 (1 + 3)                                                                                            |
| Team Charles Plamondon Glenn Rupertus Ken Karpoff Jamie Kallio | 4x7,5 km estafette (m) | 15e       | 1:33.37,0 (+11.07,0) pen.: 4 24.48,4 pen.: 3 (1 + 2) 22.52,3 pen.: 1 (1 + 0) 22.29,6 pen.: 0 (0 + 0) 23.26,7 pen.: 0 (0 + 0) |

### Bobsleeën
| Olympiër                                            | Discipline              | Resultaat | Prestatie                                           |
| --------------------------------------------------- | ----------------------- | --------- | --------------------------------------------------- |
| Greg Haydenluck Lloyd Guss                          | 2-mansbob (m) Canada I  | 10e       | 3.56,97 (+3,49) (57,36 / 59,90 / 1.00,11 / 59,60)   |
| David Leuty Kevin Tyler                             | 2-mansbob (m) Canada II | 13e       | 3.58,19 (+4,71) (58,56 / 59,08 / 1.00,55 / 1.00,00) |
| Chris Lori Ken LeBlanc Andrew Swim Howard Dell      | 4-mansbob (m) Canada I  | 15e       | 3.50,37 (+2,86) (56,66 / 58,05 / 57,34 / 58,32)     |
| Greg Haydenluck Cal Langford Kevin Tyler Lloyd Guss | 4-mansbob (m) Canada II | 13e       | 3.49,99 (+2,48) (57,18 / 57,82 / 56,67 / 58,32)     |

### Kunstrijden
| Olympiër                         | Discipline | Resultaat | Prestatie                                                        |
| -------------------------------- | ---------- | --------- | ---------------------------------------------------------------- |
| Brian Orser                      | mannen     | Zilver    | 4,2 punten (verpl. figuren: 3 - korte kür: 1 - lange kür: 2)     |
| Kurt Browning                    | mannen     | 8e        | 15,4 punten (verpl. figuren: 11 - korte kür: 7 - lange kür: 6)   |
| Neil Paterson                    | mannen     | 16e       | 31,4 punten (verpl. figuren: 17 - korte kür: 13 - lange kür: 16) |
| Elizabeth Manley                 | vrouwen    | Zilver    | 4,6 punten (verpl. figuren: 4 - korte kür: 3 - lange kür: 1)     |
| Charlene Wong                    | vrouwen    | 13e       | 29,4 punten (verpl. figuren: 18 - korte kür: 14 - lange kür: 13) |
| Denise Benning Lyndon Johnston   | paarrijden | 6e        | 9,0 punten (korte kür: 5 - lange kür: 7)                         |
| Christine Hough Doug Ladret      | paarrijden | 8e        | 11,2 punten (korte kür: 8 - lange kür: 8)                        |
| Isabelle Brasseur Lloyd Eisler   | paarrijden | 9e        | 11,8 punten (korte kür: 7 - lange kür: 9)                        |
| Tracy Wilson Rob McCall          | ijsdansen  | Brons     | 6,0 punten (verpl. dans: 3 - org. dans: 3 - vrije dans: 3)       |
| Karyn Garossino Rodney Garossino | ijsdansen  | 12e       | 24,0 punten (verpl. dans: 12 - org. dans: 12 - vrije dans: 12)   |
| Melanie Cole Michael Farrington  | ijsdansen  | 16e       | 32,0 punten (verpl. dans: 16 - org. dans: 16 - vrije dans: 16)   |

### Langlaufen
| Olympiër                                                                     | Discipline            | Resultaat | Prestatie                                           |
| ---------------------------------------------------------------------------- | --------------------- | --------- | --------------------------------------------------- |
| Yves Bilodeau                                                                | 15 km klassiek (m)    | 34e       | 45.26,6 (+4.07,7)                                   |
| Yves Bilodeau                                                                | 30 km klassiek (m)    | 35e       | 1:32.17,8 (+7.51,5)                                 |
| Wayne Dustin                                                                 | 30 km klassiek (m)    | 46e       | 1:34.37,8 (+10.11,5)                                |
| Wayne Dustin                                                                 | 50 km vrije stijl (m) | 49e       | 2:21.31,8 (+17.00,9)                                |
| Pierre Harvey                                                                | 15 km klassiek (m)    | 17e       | 43.22,0 (+2.03,1)                                   |
| Pierre Harvey                                                                | 30 km klassiek (m)    | 14e       | 1:28.21,7 (+3.55,4)                                 |
| Pierre Harvey                                                                | 50 km vrije stijl (m) | 21e       | 2:10.54,8 (+6.23,9)                                 |
| Dennis Lawrence                                                              | 15 km klassiek (m)    | 47e       | 46.26,3 (+5.07,4)                                   |
| Dennis Lawrence                                                              | 50 km vrije stijl (m) | 43e       | 2:17.55,7 (+13.24,8)                                |
| Alain Masson                                                                 | 50 km vrije stijl (m) | 46e       | 2:19.21,7 (+14.50,8)                                |
| Al Pilcher                                                                   | 15 km klassiek (m)    | 46e       | 46.21,1 (+5.02,2)                                   |
| Al Pilcher                                                                   | 30 km klassiek (m)    | 39e       | 1:33.04,7 (+8.38,4)                                 |
| Team Yves Bilodeau Al Pilcher Pierre Harvey Dennis Lawrence                  | 4x10 km estafette (m) | 9e        | 1:48.59,7 (+5.01,1) 27.25,0 27.42,2 26.16,3 27.36,2 |
|                                                                              |                       |           |                                                     |
| Carol Gibson                                                                 | 5 km klassiek (v)     | 33e       | 16.35,2 (+1.31,2)                                   |
| Carol Gibson                                                                 | 10 km klassiek (v)    | 33e       | 33.03,9 (+2.55,6)                                   |
| Carol Gibson                                                                 | 20 km vrije stijl (v) | 26e       | 1:01.12,0 (+5.18,4)                                 |
| Marie-Andrée Masson                                                          | 10 km klassiek (v)    | 37e       | 33.35,6 (+3.27,3)                                   |
| Marie-Andrée Masson                                                          | 20 km vrije stijl (v) | 27e       | 1:01.12,6 (+5.19,0)                                 |
| Jean McAllister                                                              | 5 km klassiek (v)     | 46e       | 17.32,4 (+2.28,4)                                   |
| Jean McAllister                                                              | 20 km vrije stijl (v) | 31e       | 1:02.02,8 (+6.09,2)                                 |
| Lorna Sasseville                                                             | 5 km klassiek (v)     | 26e       | 16.23,3 (+1.19,3)                                   |
| Lorna Sasseville                                                             | 10 km klassiek (v)    | 30e       | 32.49,7 (+2.41,4)                                   |
| Angela Schmidt-Foster                                                        | 5 km klassiek (v)     | 32e       | 16.32,5 (+1.28,5)                                   |
| Angela Schmidt-Foster                                                        | 10 km klassiek (v)    | 38e       | 33.45,9 (+3.37,6)                                   |
| Angela Schmidt-Foster                                                        | 20 km vrije stijl (v) | 44e       | 1:04.21,9 (+8.28,3)                                 |
| Team Angela Schmidt-Foster Carol Gibson Lorna Sasseville Marie-Andrée Masson | 4x5 km estafette (v)  | 9e        | 1:04.22,6 (+4.31,5) 15.52,4 16.19,3 16.36,2 15.34,7 |

### Noordse combinatie
| Olympiër    | Discipline      | Resultaat | Prestatie                                  |
| ----------- | --------------- | --------- | ------------------------------------------ |
| Jon Servold | individueel (m) | 38e       | +7.04,6 — schans: 187,1 p — 15 km: 41.56,1 |

### Rodelen
| Olympiër                | Discipline | Resultaat | Prestatie                                             |
| ----------------------- | ---------- | --------- | ----------------------------------------------------- |
| Harington Telford       | mannen     | 19e       | 3.09,298 (+3,750) (47,152 / 47,564 / 47,119 / 47,463) |
| Chris Wightman          | mannen     | 24e       | 3.11,666 (+6,118) (47,855 / 47,856 / 47,773 / 48,182) |
| Nil Labrecque           | mannen     | 27e       | 3.12,727 (+7,179) (47,461 / 47,866 / 49,307 / 48,093) |
| Marie-Claude Doyon      | vrouwen    | 7e        | 3.06,211 (+2,238) (46,372 / 46,596 / 46,796 / 46,447) |
| Kathy Salmon            | vrouwen    | 19e       | 3.11,707 (+7,734) (47,569 / 48,112 / 48,356 / 47,670) |
| Bob Gasper André Benoit | dubbel     | 10e       | 1.33,306 (+1,366) (46,240 / 47,066)                   |
| Harry Salmon Dan Doll   | dubbel     | 17e       | 1.37,358 (+5,418) (48,300 / 49,058)                   |

### Schaatsen
| Olympiër              | Discipline   | Resultaat | Prestatie         |
| --------------------- | ------------ | --------- | ----------------- |
| Gaétan Boucher        | 500 m (m)    | 14e       | 37,47 (+1,02)     |
| Gaétan Boucher        | 1000 m (m)   | 5e        | 1.13,77 (+0,74)   |
| Gaétan Boucher        | 1500 m (m)   | 9e        | 1.54,18 (+2,12)   |
| Gordon Goplen         | 5000 m (m)   | 34e       | 7.08,49 (+23,86)  |
| Gordon Goplen         | 10.000 m (m) | 20e       | 14.31,18 (+42,98) |
| Gregor Jelonek        | 1500 m (m)   | 23e       | 1.56,37 (+4,31)   |
| Ben Lamarche          | 1500 m (m)   | 18e       | 1.55,59 (+3,53)   |
| Ben Lamarche          | 5000 m (m)   | 21e       | 6.57,63 (+13,00)  |
| Ben Lamarche          | 10.000 m (m) | 10e       | 14.21,39 (+33,19) |
| Jean Pichette         | 1000 m (m)   | 19e       | 1.14,72 (+1,69)   |
| Jean Pichette         | 1500 m (m)   | 10e       | 1.54,63 (+2,57)   |
| Jean Pichette         | 5000 m (m)   | 31e       | 7.04,95 (+20,32)  |
| Guy Thibault          | 500 m (m)    | 7e        | 36,96 (+0,51)     |
| Guy Thibault          | 1000 m (m)   | 7e        | 1.14,16 (+1,13)   |
| Marcel Tremblay       | 1000 m (m)   | 22e       | 1.15,13 (+2,10)   |
| Robert Tremblay       | 500 m (m)    | 29e       | 38,34 (+1,89)     |
| Daniel Turcotte       | 500 m (m)    | 17e       | 37,60 (+1,15)     |
|                       |              |           |                   |
| Chantal Côté          | 1500 m (v)   | 21e       | 2.09,62 (+8,94)   |
| Chantal Côté          | 3000 m (v)   | 26e       | 4.35,74 (+23,80)  |
| Kathy Gordon          | 5000 m (v)   | 23e       | 7.53,30 (+39,17)  |
| Natalie Grenier       | 500 m (v)    | 11e       | 40,73 (+1,63)     |
| Natalie Grenier       | 1000 m (v)   | 9e        | 1.21,15 (+3,50)   |
| Natalie Grenier       | 1500 m (v)   | 11e       | 2.06,80 (+6,12)   |
| Natalie Grenier       | 5000 m (v)   | 18e       | 7.46,96 (+32,83)  |
| Marie-Pierre Lamarche | 1000 m (v)   | 25e       | 1.25,18 (+7,53)   |
| Ariane Loignon        | 500 m (v)    | 23e       | 41,57 (+2,47)     |
| Ariane Loignon        | 1000 m (v)   | 19e       | 1.22,75 (+5,10)   |
| Ariane Loignon        | 1500 m (v)   | 14e       | 2.07,63 (+6,95)   |
| Ariane Loignon        | 3000 m (v)   | 15e       | 4.28,55 (+16,61)  |
| Ariane Loignon        | 5000 m (v)   | 20e       | 7.49,55 (+35,42)  |
| Caroline Maheux       | 1500 m (v)   | 23e       | 2.10,83 (+10,15)  |
| Shelley Rhead         | 500 m (v)    | 6e        | 40,36 (+1,26)     |
| Shelley Rhead         | 1000 m (v)   | 14e       | 1.21,84 (+4,19)   |

### Schansspringen
| Olympiër                                                 | Discipline                     | Resultaat | Prestatie |
| -------------------------------------------------------- | ------------------------------ | --------- | --- |
| Horst Bulau                                              | normale schans individueel (m) | 44e       | 167,7 punten 80,8 p. (74,5 m) + 86,9 p. (78,0 m) |
| Horst Bulau                                              | grote schans individueel (m)   | 7e        | 197,6 punten 109,4 p. (112,5 m) + 88,2 p. (99,5 m) |
| Steve Collins                                            | normale schans individueel (m) | 13e       | 191,1 punten 102,7 p. (83,5 m) + 88,4 p. (78,0 m) |
| Steve Collins                                            | grote schans individueel (m)   | 35e       | 169,1 punten 87,9 p. (100,0 m) + 81,2 p. (97,0 m) |
| Todd Gillman                                             | normale schans individueel (m) | 42e       | 171,0 punten 82,6 p. (75,0 m) + 88,4 p. (78,0 m) |
| Todd Gillman                                             | grote schans individueel (m)   | 54e       | 110,8 punten 80,8 p. (96,0 m) + 30,0 p. (86,5 m) |
| Ron Richards                                             | normale schans individueel (m) | 32e       | 175,3 punten 88,4 p. (78,0 m) + 86,9 p. (78,0 m) |
| Ron Richards                                             | grote schans individueel (m)   | 53e       | 128,1 punten 73,6 p. (93,0 m) + 54,5 p. (84,0 m) |
| Team Horst Bulau Steve Collins Todd Gillman Ron Richards | grote schans team (m)          | 9e        | 497,2 punten 87,9 p. (100,0 m) + 91,2 p. (102,0 m) 83,1 p. (98,0 m) + 76,9 p. (95,0 m) 67,0 p. (89,0 m) + 71,5 p. (91,5 m) 78,8 p. (96,0 m) + 79,3 p. (96,0 m) |

### IJshockey
| Olympiër | Discipline | Resultaat | Prestatie |
| --- | ---------- | --------- | --- |
| Sean Burke Andy Moog Chris Felix Randy Gregg Serge Roy Tony Stiles Tim Watters Trent Yawney Zarley Zalapski Ken Berry Marc Habscheid Vaughn Karpan Wally Schreiber Gordon Sherven Claude Vilgrain Serge Boisvert Brian Bradley Robert Joyce Merlin Malinowski Jim Peplinski Steve Tambellini Ken Yaremchuk | mannen     | 4e        | Voorronde groep A: 1- 0 Canada - Polen 4- 2 Canada - Zwitserland 1- 3 Canada - Finland 9- 5 Canada - Frankrijk 2- 2 Canada - Zweden Finaleronde: 0- 5 Canada - Sovjet-Unie 8- 1 Canada - Bondsrepubliek Duitsland 6- 3 Canada - Tsjecho-Slowakije |

Amerikaanse Maagdeneilanden · Andorra · Argentinië · Australië · België · Bolivia · Bondsrepubliek Duitsland · Bulgarije · Canada · Chili · China · Chinees Taipei · Costa Rica · Cyprus · Denemarken · Duitse Democratische Republiek · Fiji · Filipijnen · Finland · Frankrijk · Griekenland · Groot-Brittannië · Guam · Guatemala · Hongarije · IJsland · India · Italië · Jamaica · Japan · Joegoslavië · Libanon · Liechtenstein · Luxemburg · Marokko · Mexico · Monaco · Mongolië · Nederland · Nederlandse Antillen · Nieuw-Zeeland · Noord-Korea · Noorwegen · Oostenrijk · Polen · Portugal · Puerto Rico · Roemenië · San Marino · Sovjet-Unie · Spanje · Tsjecho-Slowakije · Turkije · Verenigde Staten · Zuid-Korea · Zweden · Zwitserland